# Muusluoto
Muusluoto är en ö i Finland. Den ligger i Skärgårdshavet och i kommunen Nådendal i den ekonomiska regionen  Åbo ekonomiska region i landskapet Egentliga Finland, i den sydvästra delen av landet. Ön ligger omkring 39 kilometer väster om Åbo och omkring 190 kilometer väster om Helsingfors.
Öns area är 12,4 hektar och dess största längd är 0,7 kilometer i nord-sydlig riktning. Ön höjer sig omkring 10 meter över havsytan.